# エウシオダルシオ・ゴメス
エウシオダルシオ・ゴメス（Euciodálcio Gomes、1996年5月22日 - ）は、ギニアビサウとポルトガルのサッカー選手。ポジションはミッドフィールダー。

## 経歴
2024年6月10日、レッドスター・ベオグラードと1年延長オプションつきの2年契約を締結した。